# Shigella dysenteriae
Shigella dysenteriae là một loài thuộc chi vi khuẩn hình que Shigella.    loài Shigella có thể gây ra bệnh shigella (bệnh lỵ trực khuẩn). Shigellae là vi khuẩn gram âm, không hình thành bào tử, vi khuẩn kỵ khí, không di động. S. Fraenteriae có khả năng xâm lấn và nhân lên ở nhiều loài tế bào biểu mô và tế bào ruột.

## Dịch tễ học
Shigellae lây lan do thiếu giám sát chất lượng nước và thực phẩm, điều kiện nấu ăn không vệ sinh và thực hành vệ sinh không đúng cách.. S. Fraenteriae, lây lan qua nước và thực phẩm bẩn, gây ra bệnh lỵ nhẹ vì độc tố Shiga của nó, nhưng các loài khác cũng có thể là tác nhân kiết lỵ. S. Fraenteriae giải phóng một exotoxin làm tổn thương ruột và hệ thần kinh trung ương. Nếu exotoxin này hoạt động như độc tố, tiêu chảy sẽ xảy ra. Khi exotoxin hoạt động như một chất độc thần kinh, các trường hợp nghiêm trọng của bệnh shigella sẽ tiến triển, gây ra hôn mê và kích thích màng não.

## Dấu hiệu và triệu chứng
Các dấu hiệu thường thấy nhất liên quan đến bệnh lỵ Shigella bao gồm viêm đại tràng, suy dinh dưỡng, sa trực tràng, buốt mót, viêm khớp phản ứng và các vấn đề về hệ thần kinh trung ương. Hơn nữa, S. dysenteriae có liên quan đến sự phát triển của hội chứng tan máu-niệu, bao gồm thiếu máu, hạ tiểu cầu và suy thận. Nếu bị nhiễm S. dysenteriae, một cá nhân sẽ gặp phải trường hợp bệnh Shigella nặng. Tỷ lệ tử vong cao hơn với S. dysenteriae loại 1. Hầu hết các trường hợp shigella là ở các vùng đang phát triển. Shigellosis bùng phát ở châu Á, châu Mỹ Latinh và châu Phi đã có tỷ lệ tử vong lên tới 20%.

## Điều trị
Điều trị bệnh shigella cần một loại kháng sinh. Các loại kháng sinh thường được sử dụng bao gồm ampicillin, ciprofloxacin, ceftriaxone, v.v. Tránh sử dùng thuốc giảm đau nhóm opioid khi điều trị Shigellosis.